# کایتا، هیروشیما
کایتا، هیروشیما (به لاتین: Kaita, Hiroshima) یک منطقهٔ مسکونی در ژاپن است که در استان هیروشیما واقع شده‌است. کایتا  ۲۹٬۹۰۴ نفر جمعیت دارد.